# وزغ‌های کاوشگر
وزغ‌های کاوشگر (نام علمی: Rhinophrynidae) یا وزغ‌های کاوشگر مکزیکی نام یک خانواده از راسته قورباغه است.